# Ozero Solenoye (saltsjö i Kazakstan, lat 54,40, long 66,99)
Ozero Solenoye är en saltsjö i Kazakstan. Den ligger i den norra delen av landet, 500 km nordväst om huvudstaden Astana. Arean är 5,6 kvadratkilometer.